# Otto Falkenberg
Otto Gabriel Grubbe Dietrichson Falkenberg (Stjørdal, Nord-Trøndelag, 9 de gener de 1885 - Oslo, 21 de juliol de 1977) va ser un regatista noruec que va competir a començaments del segle xx.
El 1920 va prendre part en els Jocs Olímpics d'Anvers, on va guanyar la medalla d'or en els 10 metres (1919 rating) del programa de vela, a bord del Mosk II.